# Чемпионат Европы по баскетболу 1949
Чемпионат Европы по баскетболу 1949 — шестой чемпионат Европы по баскетболу среди мужчин, проходивший в столице Египта Каире. Обладательницей золотых медалей стала сборная Египта.

## Ход событий
Семь национальных сборных, членов международной федерации баскетбола (ФИБА) приняли участие в чемпионате. Местом проведения чемпионата стал Египет. В то время чемпионаты Европы были открытыми, то есть любая, а не только европейская, сборная могла принять участие в чемпионате.
Согласно регламенту, чемпионат Европы 1949 года должен был принимать Советский Союз на правах победителя последнего первенства. Однако СССР отказался участвовать и проводить чемпионат. Серебряный призёр чемпионата мира 1947 года Чехословакия была принимающей стороной на том чемпионате и поэтому не рассматривалась как кандидат на проведение ещё одного чемпионата. Ввиду данных обстоятельств, проведение чемпионата Европы 1949 года было предложено Египту как бронзовому призёру чемпионата 1947 года.
Игры чемпионата проходили в столице Египта, Каире. Многие страны отказались от участия в чемпионате, обосновывая свой отказ транспортными трудностями — невозможностью добраться на чемпионат. Только четыре из семи команд, принимавших участие в чемпионате, были из Европы и даже это незначительное большинство включает трансконтинентальную Турцию, которая считается частью Европы на международной спортивной арене. ФИБА назвала чемпионат 1949 года одним из слабейших в истории соревнований. Только три из семи команд ранее уже были участниками европейского первенства, для остальных 4 команд это был дебют на европейской арене.
Египтяне, бронзовые призёры предыдущего чемпионата Европы 1947 года, выиграли все 6 матчей с разницей более 10 очков. Хозяева сумели опередить сборную Франции, которая за год до этого выиграла серебро на Олимпиаде в Лондоне, тогда как египтяне заняли там лишь 19-е место (в составе французов выступало 5 участников олимпийского турнира в Лондоне).

## Результаты
Формат проведения чемпионата Европы 1949 был такой же как и у последнего предвоенного чемпионата 1939 года в Литве. Матчи проводились по круговой системе — каждая команда играла с каждой один матч. Победитель получал 2 очка, проигравшая команда — одно очко. Команда набравшая наибольшее количество очков после всех игр становилась чемпионом Европы.

### Итоговое положение
| Место | Страна     | Очки | В | П | Забито | Пропущено | Разница |
| ----- | ---------- | ---- | - | - | ------ | --------- | ------- |
| 1     | Египет     | 12   | 6 | 0 | 346    | 216       | +130    |
| 2     | Франция    | 11   | 5 | 1 | 281    | 199       | +82     |
| 3     | Греция     | 10   | 4 | 2 | 269    | 241       | +28     |
| 4     | Турция     | 9    | 3 | 3 | 247    | 256       | -9      |
| 5     | Нидерланды | 8    | 2 | 4 | 174    | 255       | -81     |
| 6     | Сирия      | 7    | 1 | 5 | 219    | 287       | -68     |
| 7     | Ливан      | 6    | 0 | 6 | 183    | 265       | -82     |

### Результаты матчей
| Греция     | 46 — 28 | Нидерланды |
| Египет     | 71 — 44 | Сирия      |
| Ливан      | 36 — 45 | Греция     |
| Франция    | 58 — 35 | Нидерланды |
| Нидерланды | 40 — 37 | Сирия      |
| Франция    | 43 — 26 | Ливан      |
| Греция     | 54 — 41 | Турция     |
| Франция    | 47 — 33 | Турция     |
| Ливан      | 28 — 38 | Сирия      |
| Нидерланды | 23 — 54 | Египет     |
| Франция    | 41 — 36 | Греция     |
| Ливан      | 30 — 57 | Египет     |
| Сирия      | 33 — 43 | Турция     |
| Ливан      | 22 — 34 | Нидерланды |
| Турция     | 44 — 57 | Египет     |
| Сирия      | 45 — 49 | Греция     |
| Турция     | 38 — 24 | Нидерланды |
| Египет     | 50 — 39 | Греция     |
| Франция    | 56 — 22 | Сирия      |
| Турция     | 48 — 41 | Ливан      |
| Франция    | 36 — 57 | Египет     |